# Carl Moßdorf
Carl Moßdorf (* 1719; † 1775 in Eckartsberga) war ein leitender kursächsischer Beamter. Er war Amtmann des kursächsischen Amtes Eckartsberga.

## Leben und Wirken
Im Jahre 1765 ist Moßdorf als Amtmann in der Amtsstadt Eckartsberga nachweisbar. Verheiratet war er mit Dorothea Euphania geb. Wislicenus. Der führende deutscher Jakobiner August Moßdorff ist ihr gemeinsamer Sohn.